# Hoogovenstoernooi 1959
Het Hoogovenstoernooi 1959 was een schaaktoernooi dat plaatsvond in het Nederlandse Beverwijk. Het werd gewonnen door Friðrik Ólafsson.

## Eindstand
| Nr.    | Speler                    | Punten |
| ------ | ------------------------- | ------ |
| Goud   | Friðrik Ólafsson          | 7½     |
| Zilver | Erich Eliskases           | 5½     |
| Brons  | Johannes Donner           | 5      |
| 4      | Johan Barendregt          | 4½     |
| 4      | Albéric O'Kelly de Galway | 4½     |
| 4      | Román Torán Albero        | 4½     |
| 4      | Theo van Scheltinga       | 4½     |
| 8      | Bent Larsen               | 4      |
| 9      | Carel van den Berg        | 3      |
| 10     | Kick Langeweg             | 2      |